# News Corp
News Corp è un gruppo editoriale statunitense nato dallo scorporo delle attività editoriali della vecchia News Corporation il 28 giugno 2013. Legalmente 21st Century Fox è il suo successore, avendo ereditato le attività nel cinema e nella televisione. News Corp è nata da un frazionamento azionario ed è una società completamente nuova.

## Storia
Nel maggio 2014 ha acquisito Harlequin Enterprises (casa editrice canadese fondata nel 1949) per 415 milioni di dollari.
Nel mese di settembre 2014 News Corp ha rilevato Move, società di compravendita di immobili su internet, per 950 milioni di dollari.
Nel mese di marzo 2015 News Corp ha acquistato il 14,99% della società multimediale australiana «APN News & Media» per 145 milioni di dollari australiani.
Il 31 luglio 2020 James Murdoch, il minore dei figli di Rupert, si dimette dal consiglio d'amministrazione.

Il 16 novembre 2023 Rupert Murdoch si dimette da tutte le cariche operative dopo quasi 70 anni di carriera e lascia la conduzione di News Corp al figlio Lachlan. 

## Attività
- Dow Jones & Company, editore e proprietario del  Wall Street Journal;
- News Corp Australia, giornale australiano, editore di riviste, proprietario di Fox Sports Australia, la pay-TV australiana Foxtel (joint venture costituita con Telstra)  e del gruppo internazionale di annunci immobiliari REA Group (realestate.com.au, realcommercial.com.au, myfun.com, casa.it, athome.lu, atoffice.lu, athome.de, immoregion.fr e iproperty.com);
- News UK, editore inglese;
- New York Post, quotidiano di New York City, primo acquisito di Rupert Murdoch nel 1976;
- HarperCollins, editore statunitense;
- News America Marketing, distributore di pubblicità e promozioni.

## Marchi editoriali
News Corp possiede diversi marchi internazionali:
- Dow Jones
- HarperCollins
- New York Post
- The Sun
- The Times
- The Wall Street Journal